# 朱綬 (成化進士)
朱綬（1448年—？），字文佩，浙江嘉興府嘉興縣人，民籍，明朝政治人物。

## 生平
浙江鄉試第十二名舉人。成化二十三年（1487年）中式丁未科會試第二百四十五名，三甲第五十一名進士。

## 家族
曾祖朱彥昭；祖父朱常；父朱璠，工副。母伍氏。具庆下。